# Хуксевард (остров)
Хуксевард (нидерл. Hoeksche Waard) — остров в Нидерландах в дельте Рейна и Мааса. Он отделён от острова Эйсселмонде (на севере) рекой Ауде-Маас, от острова Ворне-Пюттен (на западе) рекой Спёй, от острова Дордрехт (на востоке) — рекой Дордтсе-Кил, от острова Гуре-Оверфлакке (на юге) — рекой Холландс-Дип и заливом Харингвлит.